# Omega Pharma-Quick-Step Cycling Team/Saison 2014
Dieser Artikel listet Erfolge und Fahrer des Radsportteams Omega Pharma-Quick-Step in der Saison 2014 auf.

## Erfolge in der UCI WorldTour
In den Rennen der Saison 2014 der UCI WorldTour gelangen die nachstehenden Erfolge.
| Datum        | Rennen                               | Sieger                   |
| ------------ | ------------------------------------ | ------------------------ |
| 12. März     | 1. Etappe Tirreno–Adriatico (MZF)    | Omega Pharma-Quick-Step  |
| 17. März     | 6. Etappe Tirreno–Adriatico          | Mark Cavendish           |
| 8. April     | 2. Etappe Baskenland-Rundfahrt       | Tony Martin              |
| 10. April    | 4. Etappe Baskenland-Rundfahrt       | Wout Poels               |
| 12. April    | 6. Etappe Baskenland-Rundfahrt (EZF) | Tony Martin              |
| 13. April    | Paris–Roubaix                        | Niki Terpstra            |
| 29. April    | Prolog Tour de Romandie              | Michał Kwiatkowski       |
| 22. Mai      | 12. Etappe Giro d’Italia (EZF)       | Rigoberto Urán           |
| 13. Juni     | 6. Etappe Critérium du Dauphiné      | Jan Bakelants            |
| 14. Juni     | 1. Etappe Tour de Suisse (EZF)       | Tony Martin              |
| 17. Juni     | 4. Etappe Tour de Suisse             | Mark Cavendish           |
| 19. Juni     | 6. Etappe Tour de Suisse             | Matteo Trentin           |
| 20. Juni     | 7. Etappe Tour de Suisse (EZF)       | Tony Martin              |
| 11. Juli     | 7. Etappe Tour de France             | Matteo Trentin           |
| 13. Juli     | 9. Etappe Tour de France             | Tony Martin              |
| 26. Juli     | 20. Etappe Tour de France (EZF)      | Tony Martin              |
| 4. August    | 2. Etappe Tour de Pologne            | Petr Vakoč               |
| 12. August   | 2. Etappe Eneco Tour                 | Zdeněk Štybar            |
| 17. August   | 7. Etappe Eneco Tour                 | Guillaume Van Keirsbulck |
| 2. September | 10. Etappe Vuelta a España (EZF)     | Tony Martin              |

## Erfolge in der UCI America Tour
In den Rennen der Saison 2014 der UCI America Tour gelangen die nachstehenden Erfolge.
| Datum   | Rennen                          | Kat. | Sieger         |
| ------- | ------------------------------- | ---- | -------------- |
| 11. Mai | 1. Etappe Kalifornien-Rundfahrt | 2.HC | Mark Cavendish |
| 18. Mai | 8. Etappe Kalifornien-Rundfahrt | 2.HC | Mark Cavendish |

## Erfolge in der UCI Asia Tour
In den Rennen der Saison 2014 der UCI Asia Tour gelangen die nachstehenden Erfolge.
| Datum          | Rennen                      | Kat. | Sieger        |
| -------------- | --------------------------- | ---- | ------------- |
| 9. Februar     | 1. Etappe Tour of Qatar     | 2.HC | Niki Terpstra |
| 10. Februar    | 2. Etappe Tour of Qatar     | 2.HC | Tom Boonen    |
| 12. Februar    | 4. Etappe Tour of Qatar     | 2.HC | Tom Boonen    |
| 9.–14. Februar | Gesamtwertung Tour of Qatar | 2.HC | Niki Terpstra |

## Erfolge in der UCI Europe Tour
In den Rennen der Saison 2014 der UCI Europe Tour gelangen die nachstehenden Erfolge.
| Datum           | Rennen                                         | Kat. | Sieger                   |
| --------------- | ---------------------------------------------- | ---- | ------------------------ |
| 11. Februar     | Trofeo Serra de Tramuntana                     | 1.1  | Michał Kwiatkowski       |
| 12. Februar     | Trofeo Muro-Port d’Alcúdia                     | 1.1  | Gianni Meersman          |
| 20. Februar     | 2. Etappe Volta ao Algarve                     | 2.1  | Michał Kwiatkowski       |
| 21. Februar     | 3. Etappe Volta ao Algarve (EZF)               | 2.1  | Michał Kwiatkowski       |
| 23. Februar     | 5. Etappe Volta ao Algarve                     | 2.1  | Mark Cavendish           |
| 19.–23. Februar | Gesamtwertung Volta ao Algarve                 | 2.1  | Michał Kwiatkowski       |
| 3. März         | Kuurne–Brüssel–Kuurne                          | 1.1  | Tom Boonen               |
| 8. März         | Strade Bianche                                 | 1.1  | Michał Kwiatkowski       |
| 9. März         | 2. Etappe Driedaagse van West-Vlaanderen       | 2.1  | Guillaume Van Keirsbulck |
| 26. März        | Dwars door Vlaanderen                          | 1.1  | Niki Terpstra            |
| 1.–3. April     | Gesamtwertung Driedaagse van De Panne-Koksijde | 2.HC | Guillaume Van Keirsbulck |
| 12. April       | Grand Prix Pino Cerami                         | 1.1  | Alessandro Petacchi      |
| 27. April       | 1. Etappe Presidential Cycling Tour of Turkey  | 2.HC | Mark Cavendish           |
| 28. April       | 2. Etappe Presidential Cycling Tour of Turkey  | 2.HC | Mark Cavendish           |
| 30. April       | 4. Etappe Presidential Cycling Tour of Turkey  | 2.HC | Mark Cavendish           |
| 4. Mai          | 8. Etappe Presidential Cycling Tour of Turkey  | 2.HC | Mark Cavendish           |
| 28. Mai         | 1. Etappe Baloise Belgium Tour                 | 2.HC | Tom Boonen               |
| 29. Mai         | 2. Etappe Baloise Belgium Tour                 | 2.HC | Tom Boonen               |
| 30. Mai         | 3. Etappe Baloise Belgium Tour (EZF)           | 2.HC | Tony Martin              |
| 28. Mai–1. Juni | Gesamtwertung Baloise Belgium Tour             | 2.HC | Tony Martin              |
| 25. Juni        | Polnische Meisterschaft – Einzelzeitfahren     | CN   | Michał Kwiatkowski       |
| 27. Juni        | Deutsche Meisterschaft – Einzelzeitfahren      | CN   | Tony Martin              |
| 29. Juni        | Tschechische Meisterschaft – Straßenrennen     | CN   | Zdeněk Štybar            |
| 30. Juli        | 5. Etappe Tour de Wallonie                     | 2.HC | Gianni Meersman          |
| 26.–30. Juli    | Gesamtwertung Tour de Wallonie                 | 2.HC | Gianni Meersman          |
| 12. August      | Prolog Tour de l’Ain                           | 2.1  | Gianni Meersman          |
| 14. August      | 2. Etappe Tour de l’Ain                        | 2.1  | Gianni Meersman          |
| 16. August      | 4. Etappe Tour de l’Ain                        | 2.1  | Julian Alaphilippe       |
| 24. August      | Châteauroux Classic de l’Indre                 | 1.1  | Iljo Keisse              |
| 26. August      | 1. Etappe Tour du Poitou-Charentes             | 2.1  | Mark Cavendish           |
| 27. August      | 2. Etappe Tour du Poitou-Charentes             | 2.1  | Mark Cavendish           |
| 8. September    | 2. Etappe Tour of Britain                      | 2.HC | Mark Renshaw             |
| 10. September   | 4. Etappe Tour of Britain                      | 2.HC | Michał Kwiatkowski       |
| 13. September   | 7. Etappe Tour of Britain                      | 2.HC | Julien Vermote           |
| 7. Oktober      | Binche–Chimay–Binche                           | 1.1  | Zdeněk Štybar            |

## Erfolge beim Cyclocross
In den Rennen der Saison 2013/14 der Cyclocross Tour gelangen die nachstehenden Erfolge.
| Datum        | Rennen                       | Fahrer        |
| ------------ | ---------------------------- | ------------- |
| 28. Dezember | Versluys Cyclocross, Bredene | Zdeněk Štybar |

## Zugänge – Abgänge
| Zugänge            | Team 2013               | Abgänge            | Team 2014                      |
| ------------------ | ----------------------- | ------------------ | ------------------------------ |
| Mark Renshaw       | Belkin-Pro Cycling Team | Peter Velits       | BMC Racing Team                |
| Jan Bakelants      | RadioShack Leopard      | Dries Devenyns     | Team Giant-Shimano             |
| Rigoberto Urán     | Sky ProCycling          | Kristof Vandewalle | Trek Factory Racing            |
| Thomas De Gendt    | Vacansoleil-DCM         | Sylvain Chavanel   | IAM Cycling                    |
| Wouter Poels       | Vacansoleil-DCM         | Jérôme Pineau      | IAM Cycling                    |
| Julian Alaphilippe | Etixx-iHNed             | František Raboň    | Specialized Racing Factory MTB |
| Petr Vakoč         | Etixx-iHNed             | Bert Grabsch       | Karriereende                   |

## Mannschaft
| Name                     | Geburtstag         | Nationalität           |
| ------------------------ | ------------------ | ---------------------- |
| Julian Alaphilippe       | 11. Juni 1992      | Frankreich             |
| Jan Bakelants            | 14. Februar 1986   | Belgien                |
| Tom Boonen               | 15. Oktober 1980   | Belgien                |
| Gianluca Brambilla       | 22. August 1987    | Italien                |
| Mark Cavendish           | 21. Mai 1985       | Vereinigtes Königreich |
| Thomas De Gendt          | 6. November 1986   | Belgien                |
| Kevin De Weert           | 27. Mai 1982       | Belgien                |
| Andrew Fenn              | 1. Juli 1990       | Vereinigtes Königreich |
| Michał Gołaś             | 29. April 1984     | Polen                  |
| Iljo Keisse              | 21. Dezember 1982  | Belgien                |
| Michał Kwiatkowski       | 2. Juni 1990       | Polen                  |
| Nikolas Maes             | 9. April 1986      | Belgien                |
| Tony Martin              | 23. April 1985     | Deutschland            |
| Gianni Meersman          | 5. Dezember 1985   | Belgien                |
| Serge Pauwels            | 21. November 1983  | Belgien                |
| Alessandro Petacchi      | 3. Januar 1974     | Italien                |
| Wouter Poels             | 1. Oktober 1987    | Niederlande            |
| Mark Renshaw             | 22. Oktober 1982   | Australien             |
| Pieter Serry             | 21. November 1988  | Belgien                |
| Gert Steegmans           | 30. September 1980 | Belgien                |
| Zdeněk Štybar            | 11. Dezember 1985  | Tschechien             |
| Niki Terpstra            | 18. Mai 1984       | Niederlande            |
| Matteo Trentin           | 2. August 1989     | Italien                |
| Rigoberto Urán           | 26. Januar 1987    | Kolumbien              |
| Petr Vakoč               | 11. Juli 1992      | Tschechien             |
| Guillaume Van Keirsbulck | 14. Februar 1991   | Belgien                |
| Stijn Vandenbergh        | 25. April 1984     | Belgien                |
| Martin Velits            | 21. Februar 1985   | Slowakei               |
| Julien Vermote           | 26. Juli 1989      | Belgien                |
| Carlos Verona            | 4. November 1992   | Spanien                |